# Алоэ сокотринское
Алоэ сокотринское (лат. Aloe succotrina) — вид суккулентных растений рода Алоэ семейства Асфоделовые (Asphodelaceae) (ранее этот род относили к семейству Ксанторреевые), эндемик Западно-Капской провинции. Известно как лекарственное растение.

## Название

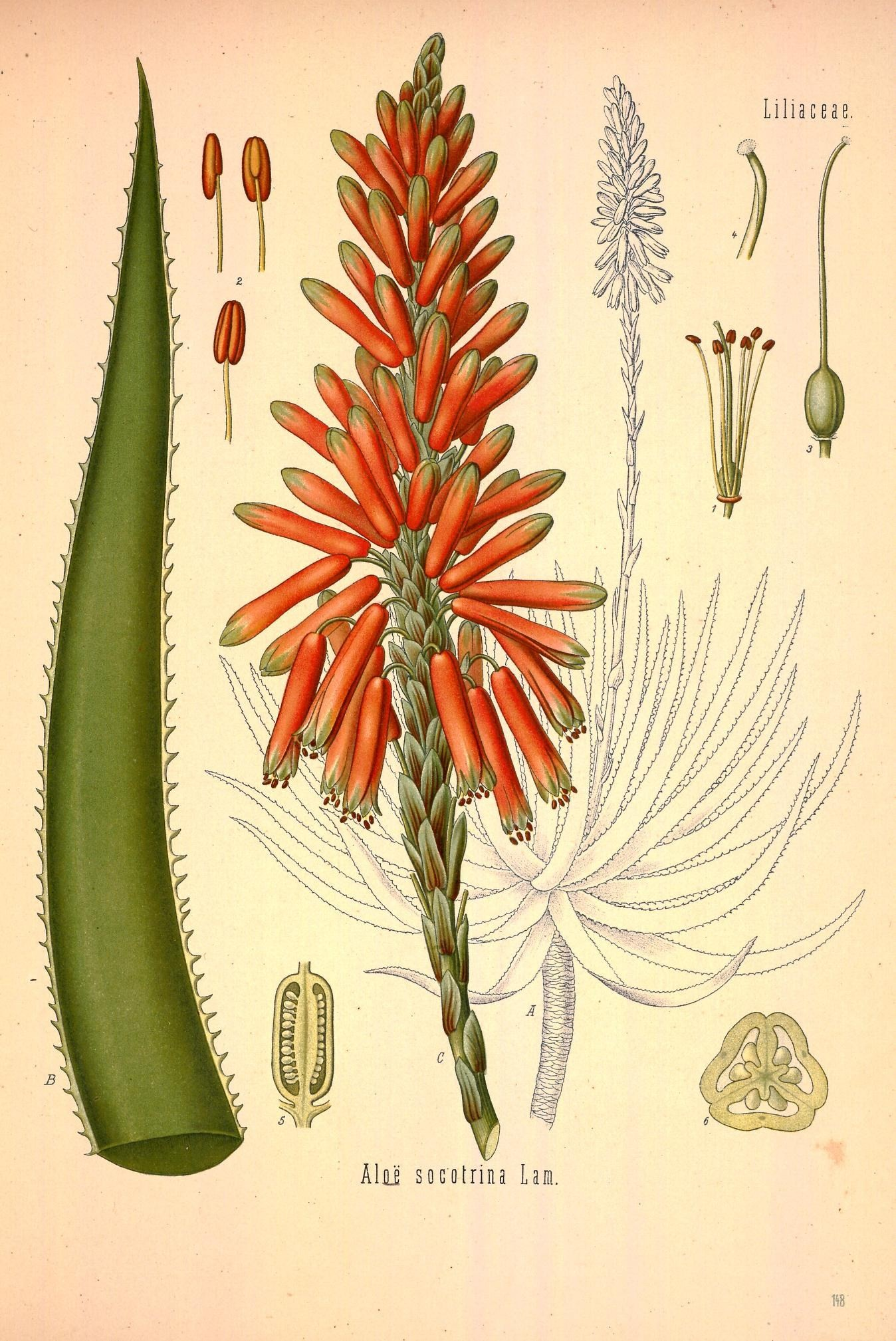

Видовой эпитет возник в результате исторической путаницы. Растение происходит из мест вблизи гор Западно-Капской провинции в Южной Африке и не встречается в естественных условиях на островах Сокотра Индийского океана, от названия которых образован видовой эпитет. Однако, в течение многих лет место происхождения этого растения оставалось достоверно неизвестным, только в 1906 году было установлено точное место его произрастания.

## Ботаническое описание
Растение образует скопления шириной до нескольких метров.
Листья образуют плотные розетки. Розетки растения могут достигать 80 см в диаметре. Стебли значительно редуцированы. Листья длинные, узкие, загнутые вверх, сине-зелёного цвета. На обеих сторонах листьев светлые полоски и пятна. На рёбрах листовых пластинок густо посажены мелкие зубцы беловатого цвета.
Цветёт в зимнее время. Блестящие цветки красного цвета собраны в высокие кисти, посаженные на длинные побеги.
Формой данный вид алоэ напоминает Aloe melanacantha, только листовые пластинки значительно короче и покрыты зубцами.

## В культуре
Это первый вид Алоэ из Южной Африки, завезённый в Европу. Впервые он культивировался в Амстердаме в 1689 году. Первое изображение этого вида было опубликовано Леонардом Плакентом в работе «Phytographia» в 1691 году. Хотя растение рано попало в Европу, оно не получило широкой известности и не было включено в знаменитый список видов алоэ, выращиваемых в саду голландской Ост-Индской компании в 1695 году, составленный его смотрителем того времени.